# Bitwa pod Lutter am Barenberge
Bitwa pod Lutter am Barenberge – stoczona 27 sierpnia 1626 roku pomiędzy wojskami Cesarstwa i duńską armią Chrystiana IV w trakcie wojny trzydziestoletniej, podczas tzw. duńskiego okresu tej wojny (1625-1629).
W pobliżu miejscowości Lutter am Barenberge położonej na południe od Salzgitter w Dolnej Saksonii, doszło do starcia pomiędzy wspierającą protestantów armią duńską, dowodzoną przez króla Chrystiana IV, i armią Ligi Katolickiej. Wojska duńskie zostały pokonane przez jej wojska dowodzone przez hrabiego Tilly.

## Tło historyczne
Wraz z przystąpieniem do wojny w 1625 króla Danii Chrystiana IV, wojna trzydziestoletnia, która dotąd mogła uchodzić za wojnę wewnętrzną krajów pozostających pod władzą Habsburgów, zaczęła przekształcać się w konflikt międzynarodowy. Chrystian IV jako władca Holsztynu był zarazem księciem Rzeszy; sukcesy wojsk katolickich budziły jego zaniepokojenie niekorzystną sytuacją w Niderlandach i północnych Niemczech, gdzie w grę wchodziło nie tylko bezpieczeństwo domeny Holsztynu, lecz także zagrożenie własnych dynastycznych interesów personalnych. Wybranie go na wojskowego zwierzchnika książąt Dolnej Saksonii (w maju 1625) oraz silny nacisk dyplomatyczny Anglii i Niderlandów zdecydował ostatecznie o włączeniu się (wbrew woli rady państwa – oficjalnie zatem Dania do niej nie przystąpiła) do wojny w Niemczech Chrystiana IV, który 7 czerwca 1625 na czele swych wojsk przekroczył Łabę.

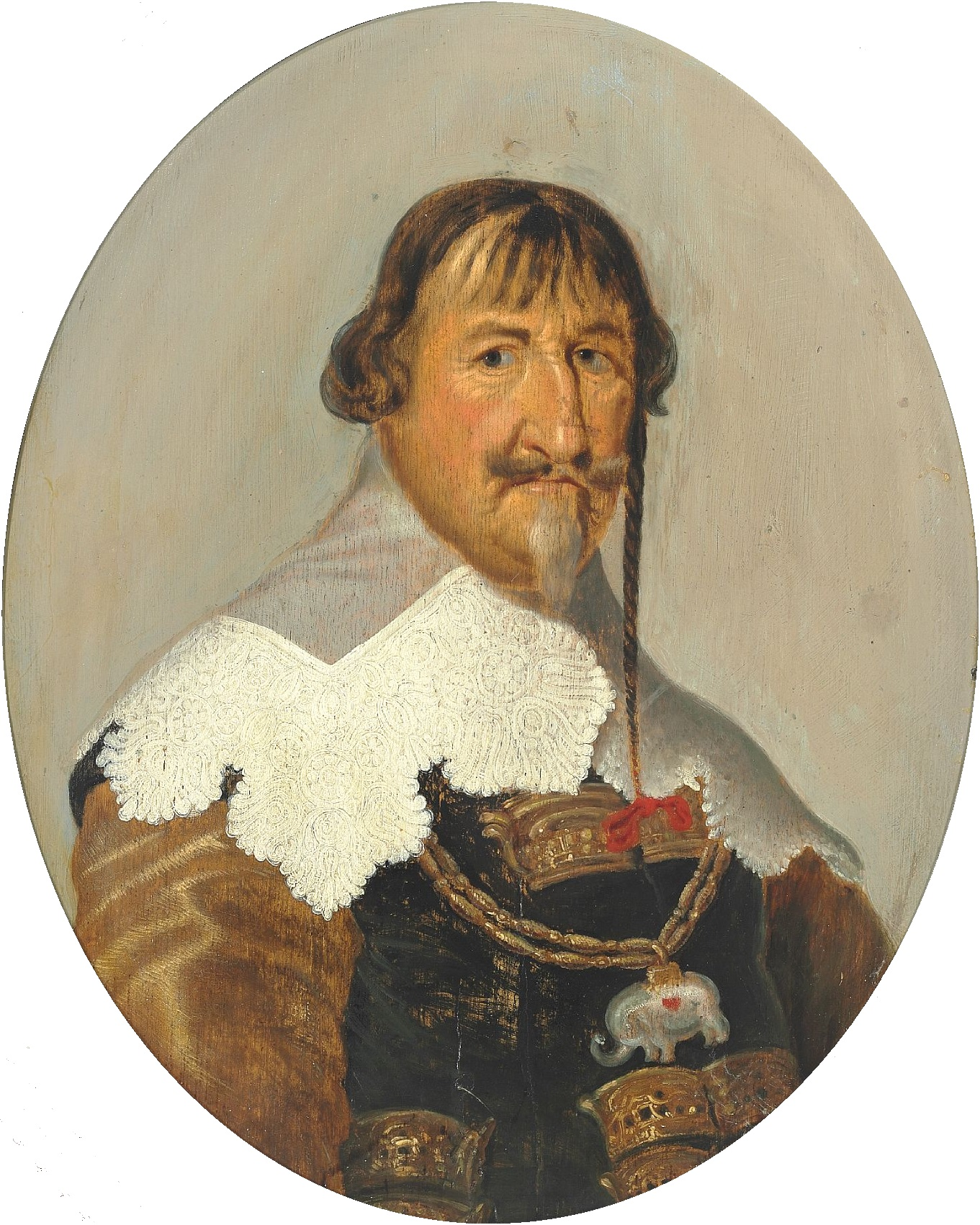
Chrystian IV Oldenburg

W drugim roku wojny skoordynował on swe działania z przywódcą niemieckich protestantów Mansfeldem, dla którego na tym obszarze był naturalnym sprzymierzeńcem. W kwietniu 1626, po porażce zmierzającego na Śląsk Mansfelda pod Rosslau, główna armia duńska wyruszyła na południe z odsieczą niemieckim protestantom w Getyndze, utrzymywanym w oblężeniu przez wojska Ligi Katolickiej pod wodzą hr. Tilly.

## Działania poprzedzające
Wykorzystując fakt znacznego oddzielenia sił Wallensteina i Tilly’ego, zalegający z armią na północ od Harzu Chrystian IV skierował się na Wolfenbüttel, mając na zachód od gór wojska Tilly’ego, a na wschód – część armii Wallensteina, który z głównymi siłami 8 sierpnia wyruszył za Mansfeldem na Śląsk. Uznając za groźniejszego przeciwnika Tilly’ego, król duński podjął marsz na odsiecz Getyndze, lecz również dla zaatakowania go, nim przybędą mu jakiekolwiek posiłki. Zamiar ten jednak sam zniweczył zatrzymując się na tydzień obozem w opanowanym 15 sierpnia Lutter am Barenberge, podczas gdy Getynga została przez wojska Ligi zajęta już 1 sierpnia, a Tilly po przegrupowaniu przygotował się do możliwego starcia, wzywając też na pomoc pozostawione oddziały Wallensteina. Zajęcie przez wojska cesarskie także Münden i Northeim pozbawiło celowości dalszą ofensywę Duńczyków w Dolnej Saksonii.
24 sierpnia wojska Ligi połączyły się w okolicy Duderstadt. Wódz cesarski dysponował teraz nie tylko pewną przewagą liczebną (15 tys. piechoty i 5 tys. jazdy z 18 działami), ale i bardziej doświadczonymi żołnierzami. W rezultacie Duńczycy zaczęli się wycofywać na północ, ponownie ku Wolfenbüttel, a wojska cesarskie ruszyły w pościg za nimi. W trakcie tych ruchów obie strony utrzymywały ze sobą kontakt bojowy, co wojskom duńskim w odwrocie groziło katastrofalnym popadnięciem w panikę. 26 sierpnia pobito ich ariergardę nad rzeką Rhume. Ostatecznie zdecydowało to o wstrzymaniu odwrotu z zamiarem zadania nieprzyjacielowi klęski przy zajęciu bardzo korzystnych pozycji pomiędzy wioską Hahausen a Lutter am Barenberge.

## Bitwa

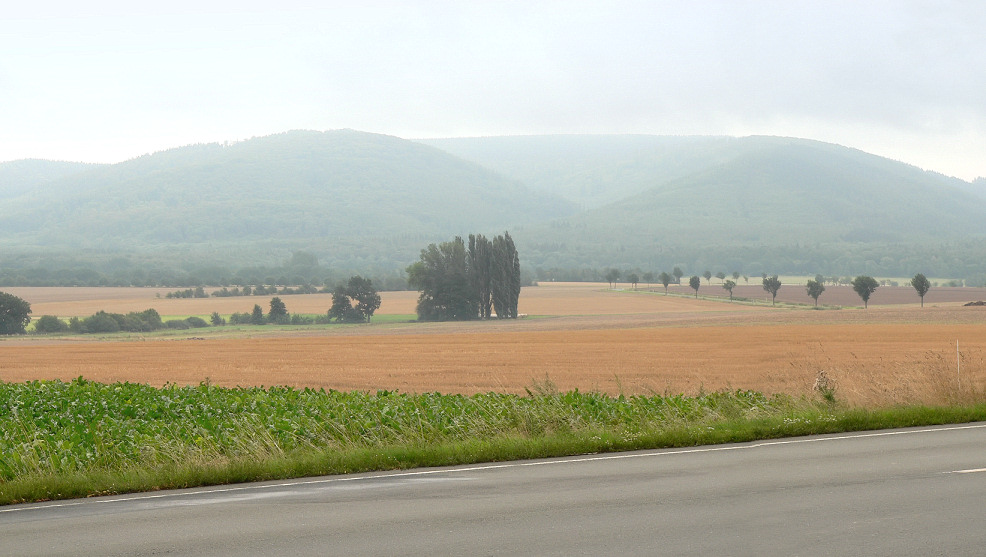
Pole bitwy na południowy zachód od Lutter (w tle góry Harzu)

Schemat bitwy (czerwono oznaczone oddziały duńskie, niebiesko – cesarskie)

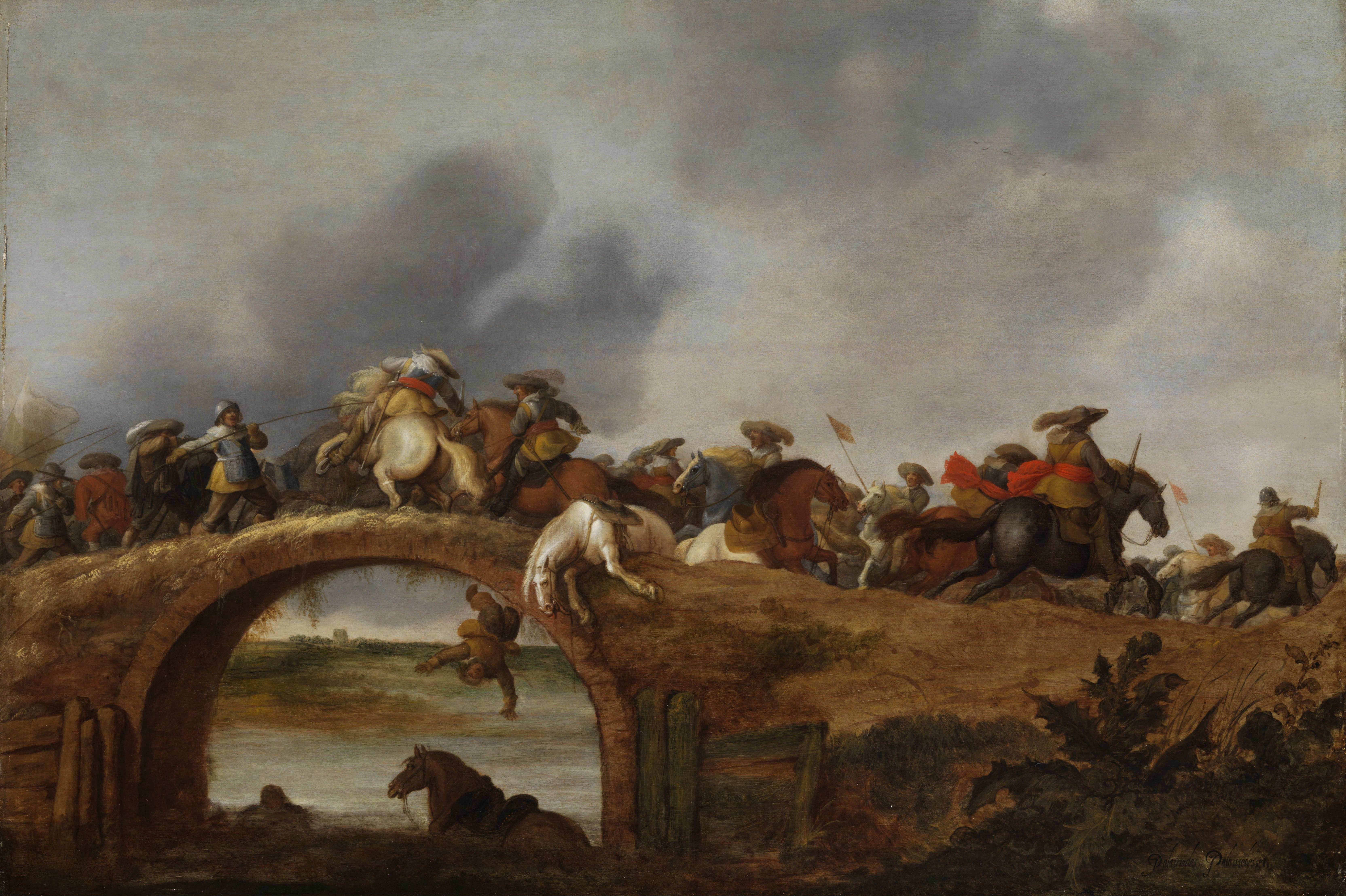
Walka o most podczas wojny trzydziestoletniej (mal. P. Palamedesz)

Do rana 27 sierpnia, broniąc przejścia z lasów, król Danii uszykował swe wojska na łąkach pod Lutter po obu stronach drogi, na całej długości wzgórza: w trzech rzutach, z piechotą w centrum i jazdą na skrzydłach. Cały szyk Duńczyków zwrócony był frontem ku dwu mostom nad potokiem Hummecke; na jego tyłach, na pobliskim wzgórzu rozmieszczono artylerię. Przybyły jeszcze w nocy Tilly ustawił w swym centrum zamaskowane działa, a za nimi piechotę z osłaniającą jazdą na skrzydłach. W powstałej sytuacji zmuszony był niekorzystnie zaatakować nieprzyjaciela od czoła, w dodatku przebywając strumień otoczony podmokłym terenem; natarcie to poprzedził obustronny ostrzał artyleryjski. (Tilly skupił swą artylerię głównie na lewym skrzydle; duńską rozmieszczono przeciwlegle na prawym).
Cesarskiej piechocie trzykrotnie udawało się przełamać szyki obronne Duńczyków, za każdym razem jednak odrzucana była przez duńskich rajtarów. Ostatecznie natarcie piechoty Tilly’ego na lewym skrzydle nieprzyjaciela zakończyło się powodzeniem i zdobyciem mostu, który udało się opanować mimo kontrataku duńskiej rajtarii. Pozostały jednak na drugim brzegu cesarski regiment Desfoursa (Dufoura) podjął za uchodzącymi Duńczykami pościg, wprowadzając tym samym zamęt w ich prawoskrzydłowe szeregi, co sprawiło, iż w konsekwencji niektóre oddziały zaczęły porzucać swe dotąd bezpieczne pozycje.
W dążeniu do przejęcia inicjatywy Duńczycy przy wsparciu artylerii skierowali na centrum wojsk Ligi trzy regimenty piechoty, zaś lewe skrzydło przeciwnika zaatakowali dwoma regimentami rajtarów. Podmokły teren zmniejszył jednak impet natarcia części jazdy duńskiej, zmuszając jej czoło do cofnięcia i uwikłania w bój ze zwycięską jazdą Desfoursa. Ponadto ogień zamaskowanych dział Tilly’ego zaskoczył duńską piechotę, która rzuciła się do ucieczki, łamiąc dalsze linie swych wojsk i wprowadzając w nie zwiększony zamęt. Spowodowało to zerwanie dotychczasowego porządku duńskiej obrony, której kolejne oddziały szły w niekontrolowaną rozsypkę.
Uderzeniem przez most rajtaria Tilly’ego zaczęła spychać wojska Chrystiana w kierunku Lutter am Barenberge. Na swej lewej flance cesarska jazda odparła atak duńskiej rajtarii, a następnie zepchnęła ją w mokradła i zdobyła drugi most. Chrystian usiłował jeszcze zorganizować obronę na wzgórzu, lecz gdy nieprzyjaciel zdobył jego działa, a jazda Tilly’ego zajęła duńskie tabory, w niemal całej jego armii doszło do panicznej ucieczki. Mimo iż w zamku Lutter nadal broniło się 2 tysiące duńskiej piechoty, król opuścił pole walki, z oddziałem kilkudziesięciu jeźdźców wycofując się do zimowego obozu w Stade koło Hamburga. Duńczycy stracili w bitwie 10 tysięcy ludzi (w tym 6 tys. zabitych i 2500 jeńców), całą artylerię i tabory; straty Tilly’ego wyniosły jedynie 2 tysiące ludzi w zabitych i rannych.

## Skutki
Przegrana mocno nadwerężyła morale wojsk Chrystiana IV, natomiast dla Tilly’ego był to punkt kulminacyjny sukcesów bitewnych z lat 1622–1626. W następstwie klęski Duńczyków niepewni już wcześniej jako sojusznicy książęta północnych Niemiec zaniechali wspierania króla Danii. Mimo to, pozostał on jeszcze niemal przez rok w Stade, pozbawiony zarówno zaufania swych niemieckich aliantów, jak i możliwości zmobilizowania dostatecznych sił przeciw Wallensteinowi, który z Brandenburgii zagrażał już jego Holsztynowi i Jutlandii.
Wynik bitwy w znacznym stopniu przyczynił się do zakończenia „wojny duńskiej” w Dolnej Saksonii, skutkując w 1627 przeniesieniem działań wojennych Ligi na terytorium państwa duńskiego – z zajęciem Holsztynu i Jutlandii, które łupiono wyniszczając te obszary ekonomicznie aż do zawarcia pokoju w Lubece w maju 1629. W szerszej perspektywie historycznej bitwa pod Lutter miała okazać się znakiem początku końca Danii w roli mocarstwa europejskiego. Interwencja kosztowała 6–8 mln talarów; wyczerpała dochody króla i w następstwie osłabiła jego pozycję w rządach, zaś kraj znalazł się na skraju bankructwa.
W ocenie szwedzkich historyków pokonanie Chrystiana i przepędzenie Duńczyków miało ogromny wpływ na dalszy przebieg wojny trzydziestoletniej, a znaczenie bitwy porównywalne jest jedynie z późniejszymi bataliami pod Breitenfeld (1631) i Nördlingen (1634).